# Canada aux Jeux du Commonwealth
Le Canada est le pays hôte de la première édition des Jeux du Commonwealth en 1930 à Hamilton, et a pris part à toutes les éditions des Jeux depuis. Il a également accueilli les Jeux à trois autres reprises : à Vancouver en 1954, à Edmonton en 1978 et à Victoria en 1994. Troisièmes au classement général des médailles (derrière l'Australie et l'Angleterre), les Canadiens ont remporté des médailles dans presque toutes les disciplines, mais ont brillé notamment en plongeon, en gymnastique artistique et rythmique, et en natation synchronisée (où les Canadiennes ont remporté toutes les médailles d'or en solo et en duet de 1986 à 2010 inclus).
Terre-Neuve a participé séparément aux Jeux en 1930 et 1934, avant d'intégrer le Canada.

## Médailles
Résultats par Jeux :
| Année | Médaille d'or | Médaille d'argent | Médaille de bronze | Total | Rang |
| ----- | ------------- | ----------------- | ------------------ | ----- | ---- |
| 1930  | 20            | 15                | 19                 | 54    | 2e   |
| 1934  | 15            | 25                | 9                  | 49    | 2e   |
| 1938  | 13            | 16                | 15                 | 44    | 3e   |
| 1950  | 8             | 9                 | 13                 | 30    | 4e   |
| 1954  | 9             | 20                | 14                 | 43    | 4e   |
| 1958  | 1             | 10                | 16                 | 27    | 9e   |
| 1962  | 4             | 12                | 15                 | 31    | 5e   |
| 1966  | 14            | 20                | 23                 | 57    | 3e   |
| 1970  | 18            | 24                | 24                 | 66    | 3e   |
| 1974  | 25            | 19                | 18                 | 62    | 3e   |
| 1978  | 45            | 31                | 22                 | 109   | 1er  |
| 1982  | 26            | 23                | 33                 | 82    | 3e   |
| 1986  | 51            | 34                | 31                 | 116   | 2e   |
| 1990  | 35            | 41                | 37                 | 113   | 3e   |
| 1994  | 40            | 42                | 47                 | 129   | 2e   |
| 1998  | 30            | 31                | 38                 | 99    | 3e   |
| 2002  | 31            | 41                | 45                 | 117   | 3e   |
| 2006  | 26            | 30                | 31                 | 87    | 3e   |
| 2010  | 26            | 17                | 33                 | 76    | 4e   |
| 2014  | 32            | 16                | 34                 | 82    | 3e   |
| Total | 469           | 476               | 528                | 1473  | 3e   |

Athlètes ayant remporté au moins cinq médailles d'or aux Jeux :
| Nom                  | Médailles d'or | Jeux                   | Discipline             | Épreuves                                                                  |
| -------------------- | -------------- | ---------------------- | ---------------------- | ------------------------------------------------------------------------- |
| Alexandre Despatie   | neuf           | 1998, 2002, 2006, 2010 | Plongeon               | 1 m, 3 m, 3 m synchronisé, 10 m                                           |
| Alexandra Orlando    | six            | 2006                   | Gymnastique rythmique  | toutes                                                                    |
| Graham Smith         | six            | 1978                   | Natation               | Brasse, medley individuel et relai, nage libre relai                      |
| Alex Baumann         | cinq           | 1982, 1986             | Natation               | Medley individuel et relai                                                |
| Patricia Bezzoubenko | cinq           | 2014                   | Gymnastique rythmique  | Ballon, massues, cerceau, combiné individuel et équipe                    |
| Sharon Bowes         | cinq           | 1986, 1994, 1998       | Tir                    | Carabine à air, carabine (individuel et paires)                           |
| Curtis Hibbert       | cinq           | 1990                   | Gymnastique artistique | Anneaux, barres parallèles, barre horizontale, combiné individuel, équipe |
| Erika Stirton        | cinq           | 1998                   | Gymnastique rythmique  | Massues, cerceau, ruban, corde, combiné individuel                        |